# Городилівська сільська рада
Городилівська сільська рада (біл. Гарадзілаўскі сельсавет) — адміністративно-територіальна одиниця в складі Молодечненського району розташована в Мінській області Білорусі. Адміністративний центр — Городилово.
Городилівська сільська рада розташована на межі центральної Білорусі, у західній частині Мінської області орієнтовне розташування — супутникові знимки [Архівовано 25 серпня 2011 у WebCite], на південний захід від Молодечного.
До складу сільради входять 27 населених пунктів:
- Аполеї • Барбарове • Білі • Березинське • Берізки • Боровщина • Видавщина • Городилово • Демеші • Журевичі • Замостя • Кизилове • Королі • Лужок • Михайлове • Обухівщина • Пекарі • Підлісне • Пожарниця • Поріччя • Рожевичі • Скориновичі • Совлове • Сокільники • Солтани • Укропове • Шипуличі • Кучуки • Сеньківщина.